# Forest River (Unternehmen)
Forest River Inc. ist ein amerikanischer Hersteller von Omnibussen, Nutzfahrzeugen und Wohnmobilen in Elkhart, Indiana.

## Geschichte
Forest River wurde 1996 von Peter Liegl gegründet.
Nach dem Kauf von Cobra Industries im Januar 1996, wo CEO Peter Liegl von 1985 bis 1993 tätig war, begann das Unternehmen mit der Herstellung von Faltcaravans und Caravans und wenig später mit der Produktion von Frachtanhängern. Im folgenden Jahr gründete Forest River eine zweite Frachtanhängerlinie namens Continental Cargo.
1998 startete der Ableger Forest River Marine die Produktion von Pontonbooten. Im selben Jahr kaufte das Unternehmen Firan Motorhomes, um mit der Herstellung von Reisemobilen der Klasse A zu beginnen. 2000 erwarb Forest River US Cargo, einen weiteren Hersteller von Nutzfahrzeugen, und stieg ein Jahr später  durch die Akquisitionen von Starcraft Bus und Glaval Bus in das Busgeschäft ein.
Im Jahr 2002 wurde Rockport Commercial Vehicles, eine Marke für Nutzfahrzeuge und Lastwagen, auf den Markt gebracht. Im selben Jahr erwarb das Unternehmen Vanguard Industries und Palomino.
Mit seinem schnell wachsenden Geschäft verlegte Forest River seine Unternehmenszentrale aus dem ursprünglichen Gebäude in Goshen, Indiana, an seinen derzeitigen Standort in Elkhart, Indiana.
2005 wurde Forest River, Inc. von Warren Buffett und Berkshire Hathaway Inc. übernommen.
Forest River expandierte weiter mit der Akquisition von Rance Aluminium Fabrication und Priority One Financial Services im Jahr 2007.
Im folgenden Jahr erwarb das Unternehmen Coachmen RV, eine Tochtergesellschaft von Coachmen Industries. Coachmen bietet eine breite Palette von Produktmarken an, die von Diesel-Reisemobilen der hinteren Klasse über Reisemobile der Klasse A, Reisemobile der Klasse C, Wohnwagen, Zeltcamper und Sportanhänger reichen.
Prime Time Manufacturing, das Wohnanhänger baut, wurde 2009 gegründet, gefolgt von der Wiederbelebung der Shasta-Produktlinie im Jahr 2010.
Im Jahr 2011 erwarb Forest River die Dynamax Corporation, die Luxus-Reisemobile (Super Class C und Class C) baut.
Im Jahr 2014 expandierte das Unternehmen weiter und fügte Produktionsstätten in Silverton, Oregon, Hemet, Kalifornien, und White Pigeon, Michigan, hinzu. Im selben Jahr erwarb das Unternehmen StarTrans Bus.
Im Jahr 2016 fügte Forest River Marine die Linie Trifecta Pontoon hinzu.
Im Januar 2017 brachte Forest River seine neue Linie von Luxusbussen, Berkshire Coach, auf den Markt.
Im Mai 2020 erwarb Forest River die folgenden Shuttlebusmarken der REV Group: Champion , Federal Coach, World Trans, Krystal Coach, ElDorado und Goshen Coach.
Am 29. Januar 2024 wurde bekannt gegeben, dass der Schulbushersteller Collins Bus von der REV Group übernommen wird.

## Tochterunternehmen
Obwohl Forest River hauptsächlich für Freizeitfahrzeuge bekannt ist, verkauft das Unternehmen eine Vielzahl von Produkten, darunter Frachtanhänger, Busse und Pontonboote. Nachfolgend sind die Tochtermarken von Forest River aufgeführt:

### Omnibus
- Berkshire Coach
- Glaval Bus
- Elkhart Coach
- Starcraft Bus
- StarTrans Bus
- ElDorado Motor Corp.
- Champion Bus
- Goshen Coach
- Collins Bus

### Frachtanhänger
- Force Trailers
- Restroom Trailers
- AmeraLite
- Cargo Mate
- Continental Cargo
- Haulin Trailers
- Lightning Trailers
- Rance Aluminum Trailers
- US Cargo

### Nutzfahrzeuge
- Rockport Commercial Vehicles

### Parkmodelle
- Cabins and Suites
- Summit
- Quailridge

### Pontonboote
- Berkshire Pontoons
- South Bay Pontoons
- Trifecta Pontoons

### Marken für Freizeitfahrzeuge (RVs) (alphabetisch sortiert)

#### Coachman RV

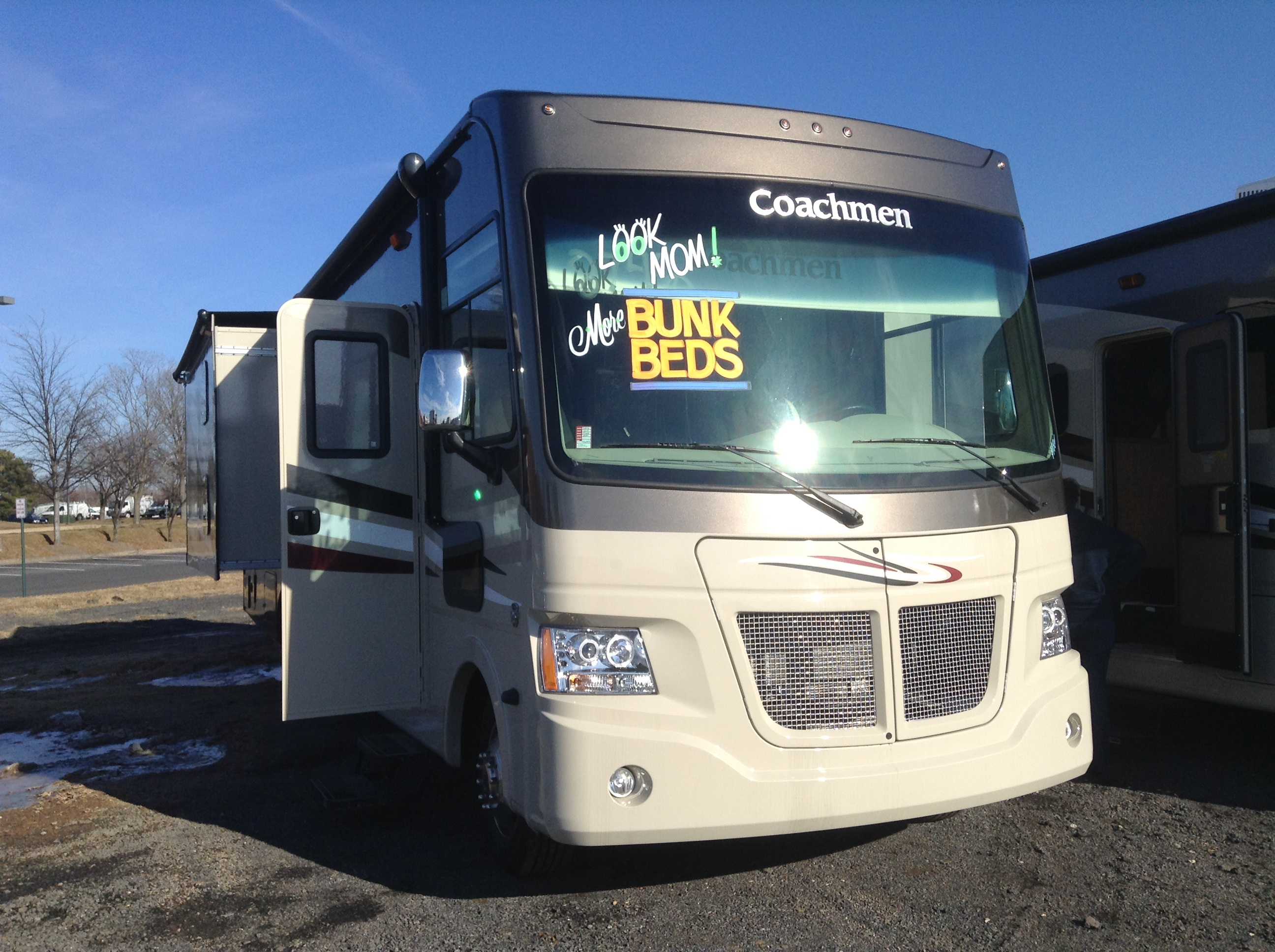
Coachmen-Wohnmobil

Die ersten RV-Produkte von Coachmen wurden 1964 in einem Werk in  Middlebury, Indiana, hergestellt. Seitdem wurden über eine dreiviertel Million Freizeitfahrzeuge von Coachmen produziert und verkauft. Im Dezember 2008 wurde Coachmen RV zu einer Marke von Forest River, Inc. Heute hat Coachmen RV seinen Hauptsitz immer noch in Middlebury, Indiana. Die primären Produktionsstätten dienen als spezielle Produktionsstätten für for Coachmen der Klasse A, Reisemobile der Klasse C, Reisemobile der Klasse B, Wohnwagen. Reiseanhänger und Campinganhänger der Marke Coachmen and Viking werden in Centerville, Michigan, und in ihrer Produktionsstätte in White Pigeon, Michigan, hergestellt.

#### Dynamax Corporation
Die Dynamax Corporation wurde 1997 gegründet. Im Laufe der Jahre hat Dynamax eine Produktpalette für Freizeitfahrzeuge und eine Reihe von kundenspezifischen Spezialfahrzeugen und Wohnmobilen entwickelt. Forest River, Inc., erwarb 2011 die Marke Dynamax.
Dynamax baut luxuriöse Reisemobile der Klassen C und Super C.

#### East to West
East to West wurde 2018 von Forest River, Inc. übernommen. Die Division stellte auf der 11. jährlichen Forest River Product Expo am 24. September 2018 ihr Flaggschiff Della Terra für konventionelle Wohnwagen vor und stellte später den laminierten Alta-Wohnwagen vor.

#### Forest River RV
Forest River RV ist ein Geschäftsbereich von Forest River, Inc. und stellte zunächst Pop-up-Zeltcamper, Wohnwagen her. Forest River RV, einer der größten Hersteller von Wohnmobilen in Nordamerika. Motorisierte Modellreihen, die unter der Marke Forest River verkauft werden, umfassen: Berkshire, Charleston, Legacy, Georgetown, FR3 , Forester und Sunseeker. Zu den unter der Marke Forest River angebotenen Modellreihen für Wohnwagen gehören: Blue Ridge Fifth Wheel, Kardinal, Cedar Creek, Cherokee, Evo, Flagstaff, Salem, Wildwood, Riverstone, Rockwood, R-Pod, Sabre, Sandpiper, Sierra, Surveyor, Vibe und Wildcat. Zu den Sport Utility Trailern, die unter der Marke Forest River verkauft werden, gehören: All American Sport, XLR, WorkPlay, Cherokee, Sandsturm, Shockwave, Stealth und Vengeance. Zu den unter der Marke Forest River angebotenen Camping-Anhängern gehören: Flagstaff und Rockwood. Zu den Parkmodellen, die unter der Marke Forest River verkauft werden, gehören Summit, Quailridge und Cabins & Suites.

#### Palomino
Die Marke Palomino wurde 1968 von Vanguard Industries in Savage, Minnesota, gegründet. 1972 verlegten sie ihre Produktionsstätte nach Colon, Michigan , wo sie bis heute besteht. Palomino wurde 2002 von Forest River, Inc. gekauft.  Palomino hat sich zu einem der Top 5 RV-Hersteller in Nordamerika entwickelt. Palomino RV produziert Wohnmobile und Wohnwagen.

#### Prime Time Manufacturing
Prime Time Manufacturing wurde 2009 gegründet. Prime Time Manufacturing ist Nordamerikas am schnellsten wachsendes Wohnmobilunternehmen und derzeit ein Top-10-Hersteller von Wohnwagen in den USA und Kanada. Das Unternehmen mit Hauptsitz in Wakarusa, Indiana, produziert Wohnwagen.

#### Shasta
Shasta RV wurde 1941 mit dem ersten „Hausanhänger“ gegründet, der als mobiles Militärgebäude gebaut wurde. In den 1950er und -60er Jahren waren Shastas Wohnwagen eine legendäre Silhouette auf Amerikas Straßen.